# Бурмистров, Эдуард Вячеславович
Эдуа́рд Вячесла́вович Бурми́стров (24 февраля 1968, Братск) — советский и российский саночник, выступал за сборную в конце 1980-х — середине 1990-х годов. Участник двух зимних Олимпийских игр, участник многих турниров и национальных первенств, мастер спорта международного класса. Также известен как тренер по санному спорту. В 2015 году присвоено звание Заслуженный тренер Российской Федерации.

## Биография
Эдуард Бурмистров родился 24 февраля 1968 года в Братске, Иркутская область. Активно заниматься санным спортом начал в раннем детстве, проходил подготовку в местной детско-юношеской школе олимпийского резерва. На международном уровне дебютировал в возрасте шестнадцати лет, когда побывал на юниорском чемпионате мира в австрийском Блуденце и среди одноместных саней занял там девятое место. В 1985 году закрыл десятку сильнейших на молодёжном чемпионате Европы в немецком Кёнигсзе, год спустя на молодёжном мировом первенстве в том же Кёнигсзе был шестым, ещё через год финишировал двадцать третьим на взрослом чемпионате мира в австрийском Игльсе. В 1992 году прошёл отбор в Объединённую команду бывших советских республик для участия в зимних Олимпийских играх в Альбервиле — в итоге после всех четырёх заездов разместился здесь на шестнадцатой позиции.
После Олимпиады Бурмистров остался в основном составе российской национальной команды и продолжил принимать участие в крупнейших международных соревнованиях. Так, в 1993 году он съездил на чемпионат мира в канадский город Калгари, где пришёл к финишу двадцать третьим. В следующем сезоне занял пятнадцатое место на первенстве Европы в Кёнигсзе и благодаря череде удачных выступлений удостоился права защищать честь страны на Олимпийских играх 1994 года в Лиллехаммере — финишировал в мужском одиночном разряде четырнадцатым. Последний раз участвовал в крупных соревнованиях в 1995 году, когда на чемпионате мира в том же Лиллехаммере показал среди одиночек шестнадцатый результат.
Завершив карьеру профессионального спортсмена, Эдуард Бурмистров перешёл на тренерскую работу. В 2019 году окончил ЛГУ имени А.С.Пушкина, факультет физической культуры. В настоящее время занимает должность тренера-механика в сборной России по санному спорту, кроме того, является личным тренером заслуженного мастера спорта и чемпиона Мира 2015 года Семёна Павличенко.